# Diócesis de Canarias
La diócesis de Canarias (en latín: Dioecesis Canariensis o Canariensis-Rubicensis) es una circunscripción eclesiástica de la Iglesia católica en España. Se trata de una diócesis latina, sufragánea de la archidiócesis de Sevilla. Desde el 6 de julio de 2020 su obispo es José Mazuelos Pérez.

## Toponimia
Esta diócesis utiliza en su denominación el nombre del archipiélago canario debido a que hasta el siglo XIX fue la única diócesis que regía todo el archipiélago. A pesar de tal denominación, ese sentido original de abarcar todo el archipiélago ya no es válido pues en 1819 fue erigida la diócesis de San Cristóbal de La Laguna (también "diócesis Nivariense" o "diócesis de Tenerife") que rige hoy la mitad occidental de Canarias.
La denominación Canariense, se introdujo en el nombre oficial de la diócesis a raíz del traslado de su sede del Rubicón de Lanzarote (Rubicense) a la isla de Gran Canaria (Canaria). Por lo que a pesar de que en la actualidad la palabra Canariense se traduzca tanto en singular como en plural: Canaria (es decir, Gran Canaria) o bien Canarias, su sentido original hacía referencia exclusivamente a la isla de Gran Canaria, tal y como se colige de la bula del papa Eugenio IV sobre el traslado de la diócesis del Rubicón a Gran Canaria:

Poco ha que, cooperando la divina virtud, los moradores de ciertas islas que se llaman vulgarmente de Canaria, se convirtieron a la verdadera luz de la fe ortodoxa, dejadas las profundas tinieblas de la infidelidad y la ignorancia, principalmente con el sudor de nuestro venerable Fernando, a quien habíamos hecho obispo con estas miras en aquellos países, y erigido su silla y lugar episcopal en una de ellas que se llama del Rubicón, la cual quisimos que se intitulase Iglesia Rubicense. Pero habiendo entendido ahora, que dicha isla está muy expuesta a piratas y salteadores y tan poco poblada, que no puede subsistir en ella el obispo y la Iglesia, mandamos por las presentes que esta misma Iglesia se traslade a la isla que se llama de Gran Canaria, y que se nombre juntamente Iglesia Canariense Rubicense, para siempre y en todas las edades futuras. (Florencia, 1435, 25 agosto. Papa Eugenio IV).

Véase como la diócesis pasa de llamarse Rubicense a Canariense-Rubicense. La intención del papa era que dicha diócesis incorporara el nombre de la isla en la que tendría su sede desde entonces, es decir Gran Canaria. De ahí que la denominación Canariense-Rubicense se refiera originalmente a Canaria (Gran Canaria) y el Rubicón (en Lanzarote). 
Sin embargo desde entonces y sobre todo desde la erección de la otra diócesis canaria, la de diócesis de San Cristóbal de La Laguna, no ha habido unanimidad en lo que a la denominación de la diócesis se refiere, pues a lo largo de la historia ha aparecido mencionada en singular como diócesis de Canaria; en plural pero haciendo referencia al territorio que actualmente ocupa: diócesis de Canarias orientales (denominación que aparece más de medio centenar de veces en la prensa grancanaria desde 1915 en adelante) o incluso: diócesis de Las Palmas de Gran Canaria.

## Territorio y organización

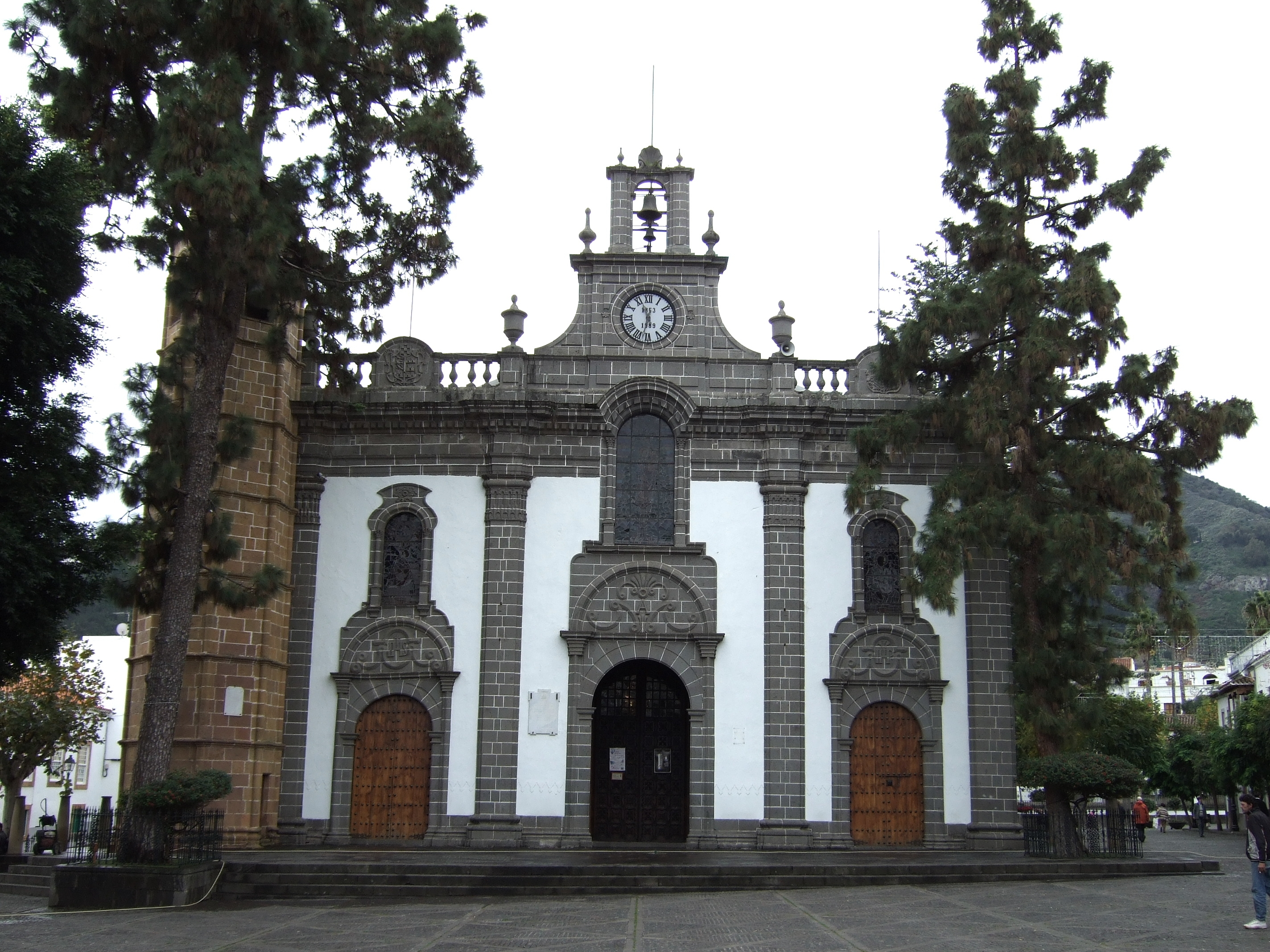
Basílica de Nuestra Señora del Pino, en Teror

La diócesis tiene 4111 km² y extiende su jurisdicción sobre los fieles católicos de rito latino residentes en la provincia de Las Palmas (islas de Gran Canaria, Fuerteventura, Lanzarote y La Graciosa) de la comunidad autónoma de Canarias.

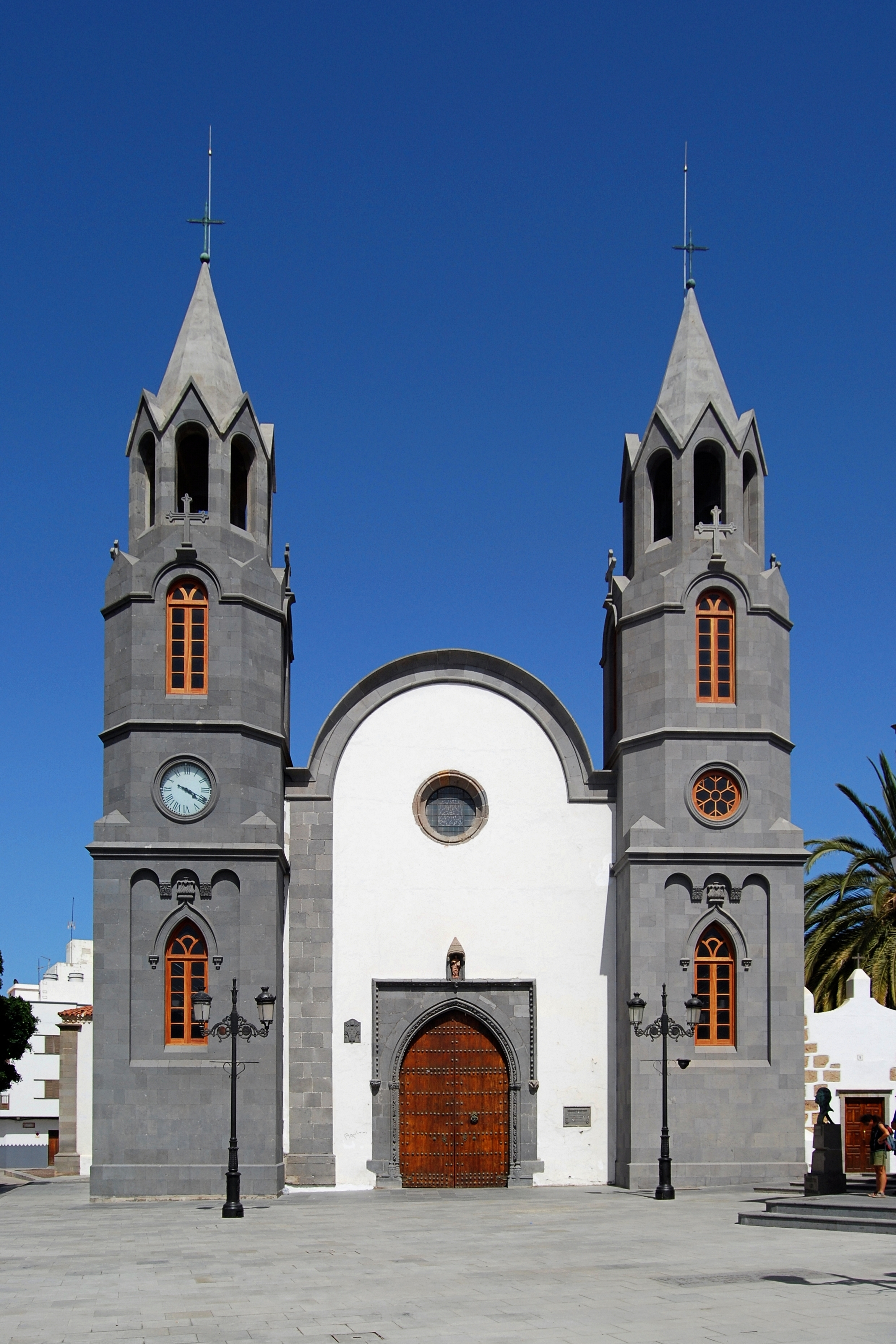
Basílica de San Juan Bautista, en Telde

La sede de la diócesis se encuentra en la ciudad de Las Palmas de Gran Canaria, en donde se halla la Catedral basílica de Santa Ana. Existen otras dos basílicas menores: de San Juan Bautista, en Telde, y de Nuestra Señora del Pino, en Teror.

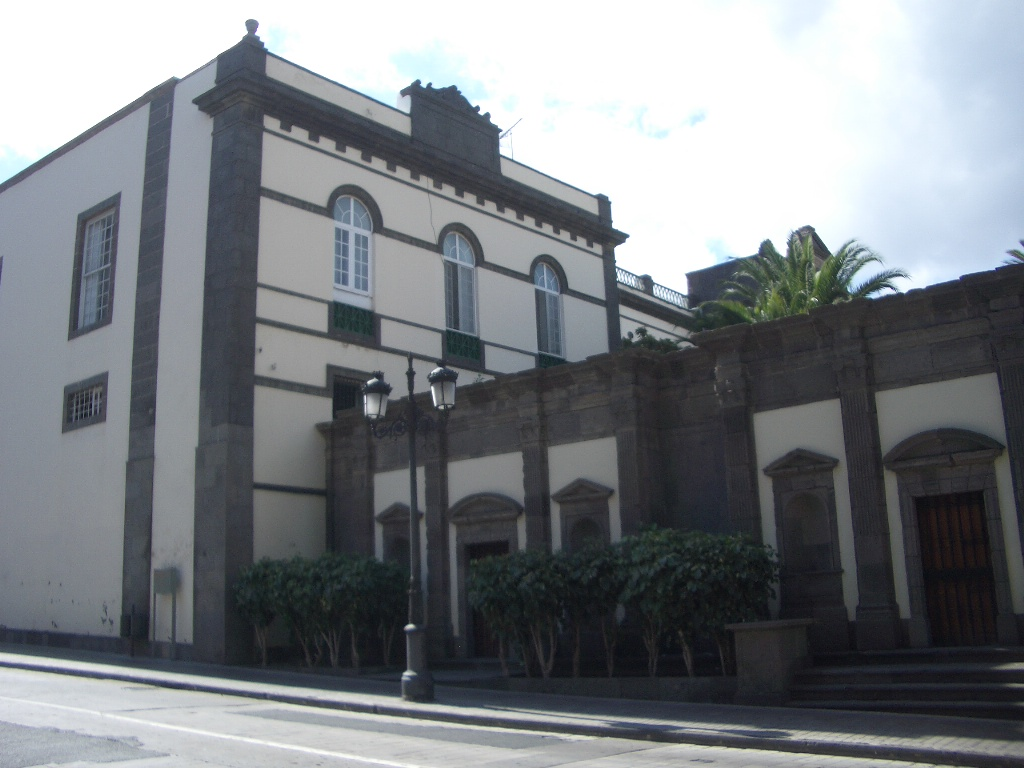
Fachada lateral de la sede de la diócesis de Canarias

En 2021 en la diócesis existían 299 parroquias agrupadas en 9 arciprestazgos en la isla de Gran Canaria (Centro-Norte, Ciudad Alta, Gáldar, Guanarteme-La Isleta, Guiniguada, San Lorenzo, Sureste, Telde-Valsequillo y Vegueta), el de Fuerteventura y el de Lanzarote-La Graciosa.

### Templos principales
| Templos                                                                                | Advocación                    | Lugar                                     |
| Santa iglesia Catedral basílica de Canarias o Catedral de Santa Ana                    | Santa Ana                     | Las Palmas de Gran Canaria (Gran Canaria) |
| Basílica de Nuestra Señora del Pino                                                    | Nuestra Señora del Pino       | Teror (Gran Canaria)                      |
| Basílica de san Juan Bautista de Telde                                                 | San Juan Bautista             | Telde (Gran Canaria)                      |
| Ermita de Nuestra Señora de la Peña                                                    | Nuestra Señora de la Peña     | Betancuria (Fuerteventura)                |
| Ermita de Nuestra Señora de los Dolores                                                | Nuestra Señora de los Dolores | Tinajo (Lanzarote)                        |
| Templo matriz de Santiago de los Caballeros                                            | Santiago el Mayor             | Gáldar (Gran Canaria)                     |
| Parroquia de san Francisco de Asís y Santuario mariano de Nuestra Señora de la Soledad | San Francisco de Asís         | Las Palmas de Gran Canaria (Gran Canaria) |
| Parroquia matriz de san Juan Bautista                                                  | San Juan Bautista             | Arucas (Gran Canaria)                     |
| Parroquia matriz de san Lorenzo                                                        | San Lorenzo                   | Las Palmas de Gran Canaria (Gran Canaria) |
| Parroquia de Nuestra Señora de la Luz                                                  | Nuestra Señora de la Luz      | Las Palmas de Gran Canaria (Gran Canaria) |

## Historia

### Diócesis de las Islas de la Fortuna
Las islas Canarias fueron redescubiertas para el mundo europeo medieval a finales del siglo XIII con las expediciones de los hermanos Vivaldi o la de Lanceloto Malocello. Los mallorquines se interesaron pronto por las islas, organizándose varias expediciones comerciales en 1342. Enterado de estas noticias, e interesado en extender el catolicismo en el nuevo territorio, el papa Clemente VI concedió en 1344 el título de príncipe de la Fortuna a Luis de la Cerda con la obligación de evangelizar las islas, pero este proyecto quedó sin efecto debido a la muerte de Luis de la Cerda en 1348.
La primera diócesis del archipiélago de Canarias fue la diócesis de las Islas de la Fortuna, erigida por el papa Clemente VI el 7 de noviembre de 1351 con sede en Telde. Fue erigida antes de la conquista de las islas, y perdió su continuidad tras el martirio de trece sacerdotes a manos de los nativos. Su propósito era el realizar labores de evangelización.
Entre finales del siglo XIV y principios del siglo XV dos hechos marcaron el fin de la diócesis de las Islas de la Fortuna o de Telde: las duras incursiones de los piratas esclavos de 1393, que levantó a las poblaciones indígenas contra los misioneros y provocó sus muertes sangrientas; y el paso del archipiélago de influencia mallorquina al Reino de Castilla, que inició su colonización.

### Diócesis del Rubicón
En ese período la Iglesia católica quedó dividida en dos por el llamado Cisma de Occidente, con dos papas, uno con sede en Roma y otro en Aviñón, y dos obediencias diferentes. Una vez informado que los misioneros normandos habían convertido y bautizado a muchos naturales de las islas de Lanzarote y de Fuerteventura, el 7 de julio de 1404, con la bula Romanus Pontifex, el papa de Aviñón Benedicto XIII, a petición de la Corona castellana, erigió la diócesis de Rubicón o de San Marcial del Rubicón, con jurisdicción sobre todo el archipiélago canario, y sufragánea de la archidiócesis de Sevilla. Rubicón, hoy localidad del municipio de Yaiza en la isla de Lanzarote, fue el primer asentamiento europeo en Canarias, a partir del cual se inició la conquista del archipiélago. En el castillo de Rubicón se construyó la catedral dedicada a Marcial de Limoges.
En 1417, durante el Concilio de Constanza, se eligió un nuevo papa, Martín V, y los papas ilegítimos fueron depuestos. El obispo de Rubicón, Mendo de Viedma, siguió demostrando sin embargo su lealtad al antipapa Benedicto XIII. De aquí nació la idea de erigir una nueva diócesis, con jurisdicción sobre todas las islas Canarias excepto Lanzarote, pero con un obispo legítimamente reconocido. Así, el 20 de noviembre de 1424 el papa Martín V erigió la diócesis de Fuerteventura mediante la bula Illius coelestis, que sin embargo duró poco. De hecho, antes de su muerte (1531) el obispo Mendo de Viedma se reconcilió con Martín V, y a su sucesor, Fernando de Talmonte, se le dio jurisdicción sobre todo el archipiélago, como si no existiera la diócesis de Fuerteventura. Esto fue efectivamente suprimido con el traslado de su único obispo a la diócesis de Málaga en 1533.

### Diócesis de Canarias
Debido a la escasez de población residente y a los continuos ataques a los que era sometida la isla de Lanzarote por parte de piratas, el 25 de agosto de 1435 el papa Eugenio IV, con la bula Romani pontificis, decretó el traslado de la sede del Rubicón a la isla de Gran Canaria, dándole a la diócesis el nuevo nombre de "diócesis de Canarias y Rubicón" (dioecesis Canariensis et Rubicensis). Sin embargo, el traslado de la sede sólo pudo conseguirse en 1483, cuando fue conquistada la isla de Gran Canaria, en tiempos del obispo Juan de Frías, quien situó su sede en Las Palmas.
La unión de los títulos Canariensis y Rubicensis se conservó en los documentos oficiales de la diócesis hasta 1506; en adelante ya no se utilizará el título de Rubicón, quedando únicamente el de Canaria o Canarias, utilizado indistintamente para indicar tanto a Gran Canaria como a todo el archipiélago.
Con tres bulas distintas de 1486, 1493 y 1504, los papas concedieron a los reyes españoles el derecho de presentación de candidatos a todos los cargos eclesiásticos de la diócesis de Canarias, incluido el de presentación de los obispos canarios.
La actual catedral de Canarias en la ciudad de Las Palmas de Gran Canaria fue mandada a construir por los Reyes Católicos, comenzando las obras en 1497.
Diego de Muros celebró el primer sínodo diocesano en julio de 1497, mientras que el obispo Fernando Vázquez de Arce, en el sínodo del 18 de abril de 1515, organizó el territorio diocesano dividiéndolo en parroquias, una por cada isla del archipiélago.
Los dos primeros santos nativos de Canarias, José de Anchieta (1534-1597) y Pedro de Betancur (1626-1667), aunque de orígenes tinerfeños, nacieron en esta diócesis cuando esta aún englobaba a todo el archipiélago. Considerados las dos figuras religiosas más importantes que a dado Canarias, realizaron una gran labor misionera y apostólica en el continente americano.
En 1632 se establecieron misiones católicas inicialmente dependientes de la diócesis de Canarias en el territorio de Argelia. Posteriormente se erigió el vicariato apostólico de Argel o Iulia Caesarea (hoy arquidiócesis de Argel). En 1643 cedió una parte de su territorio para la erección de la prefectura apostólica de Trípoli (hoy vicariato apostólico de Trípoli). La diócesis de Canarias llegó a incluir también el territorio de Ifni. 
En 1787 estaban registrados 746 sacerdotes diocesanos, entre clero secular y clero regular. A finales del siglo XVIII la diócesis incluía 36 parroquias con beneficios, cuyos párrocos eran nombrados regiamente, y 50 parroquias "curadas", cuyos párrocos eran nombrados por los obispos y recibían un salario de la curia diocesana. La mayoría de las parroquias estaban ubicadas en la isla de Tenerife, con 16 parroquias benéficas y 22 curas. La división religiosa en parroquias fue utilizada, a principios del siglo XIX, para la división administrativa de Canarias.
En 1799 se fundó el seminario diocesano en el antiguo convento de los jesuitas, el cual fue ampliado por Bernardo Martínez Carnero en 1832.
El 1 de febrero de 1819 cedió una parte de su territorio para la erección de la diócesis de San Cristóbal de La Laguna (también llamada diócesis de Tenerife), a instancias del presbítero lagunero Cristóbal Bencomo y Rodríguez, confesor del rey Fernando VII de España y arzobispo titular de Heraclea.
El 13 de abril de 1951, con la carta apostólica Sanctimonia qua Ecclesiae el papa Pío XII proclamó a san Antonio María Claret como copatrono de la diócesis, junto con la Santísima Virgen María del Pino, patrona principal de la diócesis.

## Estadísticas
Según el Anuario Pontificio 2022 la diócesis tenía a fines de 2021 un total de 961 405 fieles bautizados.
| Año                                                                             | Población            | Población | Población      | Sacerdotes | Sacerdotes    | Sacerdotes    | Bautizados por sacerdote | Diáconos permanentes | Religiosos | Religiosos | Parroquias |
| Año                                                                             | Bautizados católicos | Total     | % de católicos | Total      | Clero secular | Clero regular | Bautizados por sacerdote | Diáconos permanentes | Varones    | Mujeres    | Parroquias |
| ------------------------------------------------------------------------------- | -------------------- | --------- | -------------- | ---------- | ------------- | ------------- | ------------------------ | -------------------- | ---------- | ---------- | ---------- |
| 1950                                                                            | 375 911              | 376 046   | 100.0          | 198        | 146           | 52            | 1898                     |                      | 112        | 497        | 111        |
| 1970                                                                            | 590 020              | 591 976   | 99.7           | 292        | 221           | 71            | 2020                     |                      | 101        | 632        | 129        |
| 1980                                                                            | 656 000              | 663 000   | 98.9           | 271        | 203           | 68            | 2420                     |                      | 123        | 783        | 146        |
| 1990                                                                            | 793 212              | 803 392   | 98.7           | 253        | 187           | 66            | 3135                     |                      | 112        | 818        | 150        |
| 1999                                                                            | 820 530              | 862 955   | 95.1           | 259        | 197           | 62            | 3168                     | 1                    | 83         | 602        | 327        |
| 2000                                                                            | 830 500              | 881 350   | 94.2           | 264        | 202           | 62            | 3145                     | 1                    | 85         | 596        | 327        |
| 2001                                                                            | 830 500              | 881 350   | 94.2           | 238        | 194           | 44            | 3489                     | 1                    | 63         | 599        | 327        |
| 2002                                                                            | 892 198              | 924 558   | 96.5           | 272        | 208           | 64            | 3280                     | 1                    | 101        | 490        | 295        |
| 2003                                                                            | 800 677              | 924 558   | 86.6           | 269        | 205           | 64            | 2976                     | 1                    | 101        | 490        | 296        |
| 2004                                                                            | 832 665              | 979 606   | 85.0           | 256        | 185           | 71            | 3252                     | 1                    | 105        | 488        | 296        |
| 2006                                                                            | 860 139              | 1 011 928 | 85.0           | 249        | 186           | 63            | 3454                     | 1                    | 143        | 425        | 296        |
| 2013                                                                            | 935 610              | 1 100 813 | 85.0           | 211        | 173           | 38            | 4434                     |                      | 74         | 411        | 298        |
| 2016                                                                            | 933 645              | 1 098 406 | 85.0           | 205        | 166           | 39            | 4554                     |                      | 64         | 385        | 298        |
| 2019                                                                            | 942 799              | 1 109 175 | 85.0           | 190        | 154           | 36            | 4962                     |                      | 50         | 325        | 298        |
| 2021                                                                            | 961 405              | 1 131 065 | 85.0           | 189        | 153           | 36            | 5086                     |                      | 63         | 245        | 299        |
| Fuente: Catholic-Hierarchy, que a su vez toma los datos del Anuario Pontificio. |                      |           |                |            |               |               |                          |                      |            |            |            |

En el curso 2022-2023 se formaron 6 seminaristas en el Seminario Mayor de la diócesis, de los cuales, uno ha sido ordenado diácono, procedente de la isla de Lanzarote, dos se forman en la etapa configuradora, uno en la etapa discipular y dos en la etapa propedéutico. Además, la diócesis cuenta con seis seminaristas menores.

## Patronazgo

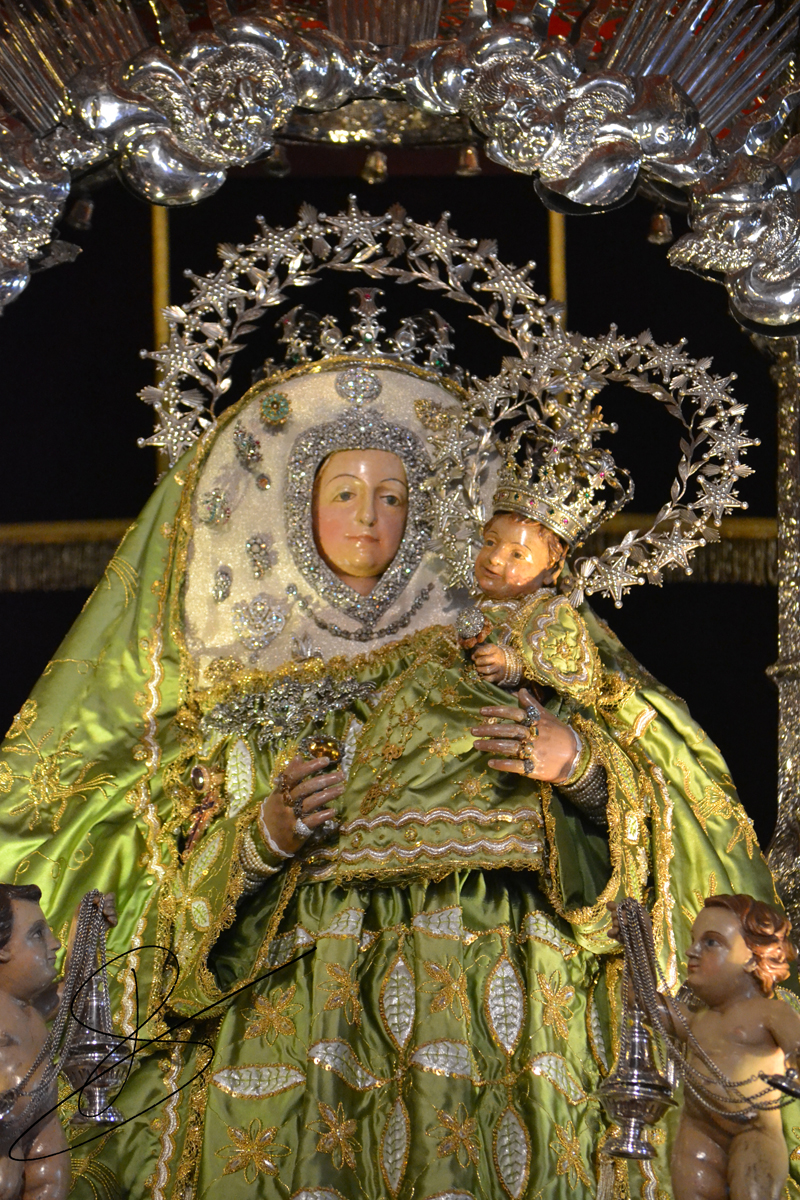
Virgen del Pino, patrona de la diócesis.

La patrona de la diócesis de Canarias, por decreto de 16 de abril de 1914 del papa Pío X, es la Santísima Virgen del Pino. El copatrono de la diócesis es san Antonio María Claret (por decreto del papa Pío XII del 13 de abril de 1951). Por su parte, el considerado patrono histórico de la diócesis es san Marcial de Limoges, desde que el papa Benedicto XIII erigió en 1404 la diócesis Rubicense en Lanzarote. Sin embargo, actualmente san Marcial es considerado copatrono de la diócesis.
El patronazgo por islas es el siguiente:
- Patrona de Gran Canaria: Virgen del Pino,[34][35][36] conjuntamente con santa Ana.[37][38]
- Patrona de Fuerteventura: Virgen de la Peña (también es patrona de la isla, la Inmaculada Concepción de la Villa de Betancuria).[39]
- Patrona de Lanzarote: Virgen de los Dolores (también es patrona de la isla, la Virgen de las Nieves de Teguise).[40]
- Patrona de La Graciosa (Lanzarote): Virgen del Carmen, también conocida como Virgen del Mar.[41]

Igualmente existen en las islas otros santos patronos:
- San Marcial (patrono de la isla de Lanzarote).[42]
- San Buenaventura (patrono de la isla de Fuerteventura).[43]
- San Pedro Mártir de Verona (patrono de Gran Canaria).[44][45]
- San Felipe (patrono de La Graciosa, Lanzarote).[46]

### Festividad
La festividad principal de la diócesis de Canarias se celebra el 8 de septiembre en honor a Nuestra Señora del Pino. Se encuentra en el camarín de la basílica de Nuestra Señora del Pino en la Villa Mariana de Teror (Gran Canaria).

### Coronaciones canónicas
Las imágenes que han sido coronadas canónicamente en la diócesis son las siguientes:
- Nuestra Señora del Pino (Teror, Gran Canaria): 7 de septiembre de 1905;
- Nuestra Señora del Rosario (Agüimes, Gran Canaria): 4 de octubre de 1959;
- Nuestra Señora de la Soledad de la Portería (Las Palmas de Gran Canaria, Gran Canaria): 19 de marzo de 1964;
- Nuestra Señora de los Dolores de Vegueta o "del Miércoles" (Las Palmas de Gran Canaria, Gran Canaria): 24 de mayo de 2012;
- Nuestra Señora de Guía (Santa María de Guía, Gran Canaria): 15 de julio de 2012;
- Nuestra Señora del Carmen (Las Palmas de Gran Canaria, Gran Canaria): 3 de mayo de 2025.

## Santos y beatos de la diócesis
La diócesis de Canarias englobó a todo el archipiélago durante más de cuatro siglos, hasta 1819 en que se crea la diócesis de San Cristóbal de La Laguna o de Tenerife. Por esta razón los santos y beatos venerados actualmente en el archipiélago nacieron en esta diócesis, y algunos de ellos son venerados por igual en ambos obispados canarios, especialmente aquellos nacidos o vinculados al territorio que en la actualidad ocupa la diócesis de Tenerife o Nivariense:
- San Pedro de Betancur (venerado también por la diócesis Nivariense)[47]
- San José de Anchieta (venerado también por la diócesis Nivariense)[47]
- Beatos Mártires de Tazacorte (venerados también por la diócesis Nivariense)[47]
- Beata Lorenza Díaz Bolaños[48]
- Beato Tomás Morales Morales[48]
- Beato José Torres Padilla (venerado también por la diócesis Nivariense)[49]